# Нелинеен филтър
Нелинейният филтър е устройство за обработка на сигнали, чийто изходен сигнал не е линейна функция на входния сигнал. Тоест, ако филтърът извежда сигнали R и S за два входни сигнала r и s поотделно, не винаги извежда αR + βS, когато входът е линейна комбинация αr + βs.
Нелинейните филтри имат широко приложение в инженерството, електрониката, теорията на управлението и обработката на сигнали. Особено често се използват при цифровата обработка на изображения.

## Общи сведения
Нелинейните филтри могат да бъдат с непрекъснат или дискретен домейн. Прост пример за първите е електрическо устройство, чието изходно напрежение U(t) във всеки момент е квадрат на входното напрежение u(t), т.е. U(t) = u2(t); или чийто вход е ограничен до фиксиран диапазон [a,b], а именно U(t) = max{a, min[b, u(t)]}. Важен пример за последното е филтърът за текуща медиана, така че всяка изходна проба Ui е медианата на последните три входни проби ui, ui−1, ui−2. Подобно на линейните филтри, нелинейните филтри могат да бъдат или не с инвариант на отместване.
Нелинейните филтри имат много приложения, особено при отстраняването на определени видове шум, който не е адитивен. Например медианният филтър се използва широко за премахване на пиковия шум - който засяга само малък процент от пробите, вероятно в много големи количества. Наистина, всички радиоприемници използват нелинейни филтри за преобразуване на кило- в гигахерцови сигнали в аудиочестотния диапазон; и цялата цифрова обработка на сигнали зависи от нелинейни филтри (аналогово-цифрови преобразователи) за трансформиране на аналогови сигнали в двоични числа. Нелинейният цифров филтър е много ефективен за премахване на мрежови смущения.
Нелинейните филтри обаче са значително по-трудни за използване и проектиране от линейните, тъй като най-мощните математически инструменти за анализ на сигнала (като импулсната характеристика и честотната характеристика) не могат да бъдат използвани върху тях. Така например линейните филтри често се използват за премахване на шум и изкривяване, които са създадени от нелинейни процеси, просто защото правилният нелинеен филтър би бил твърде труден за проектиране и конструиране.
Нелинейните филтри имат доста различно поведение в сравнение с линейните филтри. Най-важната характеристика е, че за нелинейните филтри изходът на филтъра или отговорът (реакцията) на филтъра не се подчинява на принципите, очертани по-рано, по-специално на мащабирането и инвариантността на отместването. Освен това нелинейният филтър може да доведе до резултати, които варират по неинтуитивен начин.

## Методи за решаване на проблема с нелинейното филтриране
- Представяне на нелинейна система с помощта на безкрайна сума от интеграли на Волтера. В идеалния случай той осигурява минимална средна квадратична грешка при оценката. Въпреки че решението, получено по този начин, не е точно осъществимо, приблизителните решения могат да намалят средната квадратична грешка в сравнение с използването на оптимална линейна система.[2]
- Ограничаване на класа от изследвани процеси до едномерни процеси на Марков или компоненти на многомерни Марковски процеси.[3][4]
- Използване на квазилинейни методи, базирани на използването на малък параметър.[5][6]
- Чрез гейт-масиви с програмируемо поле /ГМПП/ (на английски: Field Programmable Gate Array /FPGA/)

## Приложения

### Премахване на шум
Сигналите често се повреждат по време на предаване или обработка; и честа цел при проектирането на филтри е възстановяването на оригиналния сигнал, процес, който обикновено се нарича „премахване на шум“. Най-простият тип повреда е адитивен шум, когато желаният сигнал S се добавя с нежелан сигнал N, който няма известна връзка със S. Ако шумът N има просто статистическо описание, като на Гаусовия шум, тогава филтърът на Калман ще намали N и ще възстанови S до степента, позволена от теоремата на Шенон за кодиране на канал с шумове. По-специално, ако S и N не се припокриват в честотната област, те могат да бъдат напълно разделени от линейни лентови филтри.
За почти всяка друга форма на шум, от друга страна, ще е необходим някакъв вид нелинеен филтър за максимално възстановяване на сигнала. За мултипликативен шум (който се умножава по сигнала, вместо да се добавя към него), например, може да е достатъчно да се преобразува входа в логаритмична скала, да се приложи линеен филтър и след това да се преобразува резултатът в линейна скала. В този пример първата и третата стъпка не са линейни.
Нелинейните филтри също могат да бъдат полезни, когато някои „нелинейни“ характеристики на сигнала са по-важни от общото информационно съдържание. При цифровата обработка на изображения, например, може да трябва да се запази остротата на силуетните ръбове на обектите във снимките или свързаността на линиите в сканираните чертежи. Линеен филтър за премахване на шум обикновено ще замъгли тези функции; нелинеен филтър може да даде по-задоволителни резултати (дори ако размазаното изображение може да е по-„правилно“ в информационно-теоретичен смисъл).
Много нелинейни филтри за премахване на шум работят във времевата област. Те обикновено изследват входния цифров сигнал в краен прозорец, обграждащ всяка проба, и използват някакъв статистически модел за извод (явно или неявно), за да оценят най-вероятната стойност за оригиналния сигнал в тази точка. Проектирането на такива филтри е известно като задача за филтриране за стохастичен процес в теорията на оценката и теорията на управлението.
Примерите за нелинейни филтри включват:
- затворени контури за фазова автодонастройка на честотата
- детектори
- смесители
- медианни филтри
- ранклети

Нелинейният филтър също заема решаваща позиция във функциите за обработка на изображения. В типичен конвейер за обработка на изображения в реално време е обичайно да има включени много нелинейни филтри за формиране, оформяне, откриване и манипулиране на информация за изображението. Освен това, всеки от тези типове филтри може да бъде параметризиран да работи по един начин при определени обстоятелства и по друг начин при различен набор от обстоятелства, като се използва адаптивно генериране на правила за филтър. Целите варират от премахване на шум до абстракция на функции. Филтрирането на данни за изображения е стандартен процес, използван в почти всички системи за обработка на изображения. Нелинейните филтри са най-използваните форми на конструкция на филтри. Например, ако изображението съдържа малко количество шум, но с относително висока величина, тогава медианен филтър може да е по-подходящ.

### Филтриране на Кушнер-Стратонович
Контекстът тук е формулирането на задачата за нелинейното филтриране, погледнато през призмата на теорията на стохастичните процеси. В този контекст, както случайният сигнал, така и шумните частични наблюдения се описват чрез непрекъснати времеви стохастични процеси. Ненаблюдаваният случаен сигнал, който трябва да бъде оценен, се моделира чрез нелинейно стохастично диференциално уравнение на Итo и функцията за наблюдение е непрекъснато времево нелинейно преобразуване на ненаблюдавания сигнал, наблюдение, нарушено от непрекъснат шум от наблюдение. Предвид нелинейния характер на динамиката, познатите концепции за честотна област, които могат да бъдат приложени към линейни филтри, не са жизнеспособни и е формулирана теория, базирана на представянето на пространството на състоянието. Пълната информация за нелинейния филтър в даден момент е вероятностният закон за ненаблюдавания сигнал в този момент, който зависи от историята на наблюденията до този момент. Този закон може да има плътност и безкрайномерното уравнение за плътността на този закон приема формата на стохастично частно диференциално уравнение (SPDE). Проблемът с оптималното нелинейно филтриране в този контекст е решен в края на 1950-те и началото на 1960-те години от Руслан Л. Стратонович и Харолд Дж. Кушнер. Оптималният филтър SPDE се нарича уравнение на Кушнер-Стратонович. През 1969 г. Моше Закай въвежда опростена динамика за ненормализирания условен закон на филтъра, известен като уравнение на Закай. Доказано е от Мирей Шалейа-Морел и Доминик Мишел, че решението е безкрайномерно като цяло и като такова изисква крайномерни приближения. Те могат да бъдат базирани на евристика като разширения филтър на Калман или филтрите за предполагаема плътност, описани от Питър С. Мейбек  или проекционните филтри, въведени от Дамиано Бриго, Бернар Ханзон и Франсоа Льо Гланд, някои подфамилии на за които е показано, че съвпадат с предполагаемите филтри за плътност. Филтрите за частици са друга опция, свързана с последователните методи на Монте Карло.

### Енергопреносни филтри
Филтрите за пренасяне на енергия са клас нелинейни динамични филтри, които могат да се използват за преместване на енергия по проектиран начин. Енергията може да бъде преместена към по-високи или по-ниски честотни ленти, разпръсната върху проектиран диапазон или фокусирана. Възможни са много конструкции на филтри за пренос на енергия и те осигуряват допълнителни степени на свобода в конструкцията на филтъра, които просто не са възможни при използване на линейни конструкции. 